# 高坨镇
高坨镇，是中华人民共和国辽宁省鞍山市海城市下辖的一个乡镇级行政单位。

## 行政区划
高坨镇下辖以下地区：
高坨社区、夹信社区、张房社区、里口村、上坎村、小马村、三道村、桑树村、王坨村、八面村和西湖村。